# Boleophthalmus dussumieri
Boleophthalmus dussumieri es una especie de peces de la familia de los Gobiidae en el orden de los Perciformes.

## Morfología
Los machos pueden llegar a alcanzar los 18,7 cm de longitud total.

## Hábitat
Es un pez de clima tropical y demersal.

## Distribución geográfica
Se encuentra en el Irak, el Pakistán, la India y, quizás también, Bangladés.

## Observaciones
Es inofensivo para los humanos.